# Sant Elm
Sant Elm är en ort i Spanien.   Den ligger i regionen Balearerna, i den östra delen av landet, 500 km öster om huvudstaden Madrid. Sant Elm ligger 11 meter över havet och antalet invånare är 411. Den ligger på ön Mallorca.
Terrängen runt Sant Elm är kuperad åt nordost, men västerut är den platt. Havet är nära Sant Elm västerut. Runt Sant Elm är det ganska tätbefolkat, med 155 invånare per kvadratkilometer. Närmaste större samhälle är Calvià, 13,4 km öster om Sant Elm. 